# Le Frêche
Le Frêche è un comune francese di 403 abitanti situato nel dipartimento delle Landes nella regione della Nuova Aquitania.
Comune sulle migliori terre produttrici di Armagnac.

## Monumenti
- La chiesa di St. Vidou
- Il Castello di Lafitte-Boingnères

## Società

### Evoluzione demografica
Abitanti censiti